# Ephialtes fra Trachis
Ephialtes (Græsk: Ἐφιάλτης; ifølge Herodot: Ἐπιάλτης, Epialtes) søn af Eurydemus fra Malis var en græsk forræder, hvis hjælp til perserne i Slaget ved Thermopylæ var den direkte årsag til grækernes nederlag.
I et lille pas ved Thermopylæ havde omkring 5-6.000 mand fra græske bystater under anførelse af den spartanske kong Leonidas i år 480 f.Kr. med stor succes blokeret en massiv persisk hærs fremrykning mod syd. Perserne havde uden held i mere end tre dage forsøgt at trænge igennem de tætte græske hoplitformationer, som havde påført dem store tab. Ephialtes kom da perserne til hjælp ved at vise dem en alternativ rute ad hvilken de kunne omgå grækernes stærke defensive position. Anført af Hydarne marcherede den persiske hær efter Ephialtes anvisninger igennem et lille bjergpas og rundt om grækerne. På vejen stødte de kun på ca. 1,000 mand fra Fokis, som forsvarede området men som hurtigt flygtede efter nogle mindre træfninger.
Da grækerne fik besked om persernes omgåelse, lod Leonidas hovedstyrken af hoplitterne fra de allierede bystater trække sig tilbage, mens han med de spartanske hoplitter (omkring 300) selv blev tilbage og dække deres flugt. 1,300 thespianere valgt dog efter en afstemning at blive tilbage og kæmpe med spartanerne. Alle faldt i kamp mod perserne, men holdt stand længe nok til at de andre undslap.
Ephialtes forventede en belønning for sit forræderi, men det kom der ingenting af da perserne blev besejret i Slaget ved Salamis og Platæa. Efter persernes nederlag flygtede Ephialtes til Thessalien. Ifølge Herodot blev han dræbt her af Athenades fra Trachis. Det amphiktyoniske forbund havde udlovet en dusør for hans død. Selvom Athenades, ifølge Herodot, havde dræbt ham af andre grunde, udbetalte spartanerne alligevel dusøren.
Ephialtes er for eftertiden kommet til at stå som arketypen på en forræder, selvom han ikke var den eneste græker der kæmpede på persernes og Xerxes side. I moderne græsk bruges hans navn ofte som synonym med en forræder, som Quisling kan bruges på mange sprog. (Ragnvald Blix's satiriske tegning af Quisling, der søger audiens hos Hitler er berømt. "Jeg er Quisling!" "Hvad er navnet?" spørger adjudanten.
Desuden betyder "Ephialtes" på moderne græsk "mareridt".